# Cibakháza
Cibakháza är en ort i Ungern.   Den ligger i provinsen Jász-Nagykun-Szolnok, i den centrala delen av landet, 110 km sydost om huvudstaden Budapest. Cibakháza ligger 85 meter över havet och antalet invånare är 4 565.
Terrängen runt Cibakháza är mycket platt. Runt Cibakháza är det ganska tätbefolkat, med 111 invånare per kvadratkilometer. Närmaste större samhälle är Tiszaföldvár, 4,8 km nordost om Cibakháza. Trakten runt Cibakháza består till största delen av jordbruksmark.